# Cerna
Cerna falu és község (járás) Horvátországban, Vukovár-Szerém megyében. A községhez Cerna mellett még Siskóc (Šiškovci) tartozik.

## Fekvése
Vukovártól légvonalban 30, közúton 38 km-re, Vinkovcétól 16 km-re délnyugatra a Nyugat-Szerémségben, a Szlavóniai-síkság keleti részén, a Báza két partján fekszik ott, ahol a Bigy és a Berava a Bázába ömlik. A Biđnek és a Bázának kanyargós folyása van, ezért Cernán kilenc hidat kellett építeni, amiért Cernát „Kis Velencének” is nevezik. Itt halad át a Vinkovce–Zsupanya-vasútvonal. A település közepén emelkedik a Grac, vagy Gradac nevű magaslat, ahol templom és a községháza is épült.

## Nevének eredete
A falu nevének eredetéről több változat is van a köztudatban. Az egyik legenda a római korhoz kapcsolódik, amely szerint a Gracon volt egy város, amelyet valamilyen gonosz "fekete" királynőről az emberek Fekete Városnak (Crni Grad) neveztek. Egy másik változat szerint azért nevezték el, mert egy tölgyfából faragott bálvány állt ezen a helyen, amely idővel feketévé vált. De van egy olyan vélemény is, amely a nevet összeköti a csertölgyet jelentő „cer” főnévvel. Más és más elméletek léteznek a Cerna névről és eredetéről, vannak olyanok, amelyek a kifejezést a „crn” (fekete), „crnica” szóból származtatják, mások a római időkre vezetik vissza, eszerint a Cerna név a „cerno”, „cernere” (lát, észrevesz) latin szóból származik.

## Története
A település közepén található „Gradac” nevű magaslat már ősidők óta lakott, melyet a közelmúltban végzett régészeti feltárások is megerősítettek. A domb területe mintegy öt hektár. Két oldalán a Biđ és Bosut folyók, míg a harmadik oldalán egy az 1960-as években betemetett csatorna határolja. Itt áll a gótikus Szent Mihály-templom. A 2008-as ásatások során feltárást folytattak a terület déli részén, melyek során négy méteres mélységig ásták ki a különböző korú rétegeket, de még így sem érték el az eredeti terepszintet. Az ásatás eredményeként megállapítást nyert, hogy a domb felső része az egymásra épülő rétegek alkotta tell, mely a neolitikumtól fogva a bronzkoron és a vaskoron át a középkorig folyamatosan lakott volt.
Cerna első írásos említése 1244-ből, IV. Béla királynak a boszniai püspökség részére kiadott adományleveléből származik, ahol Cernát mint szomszédos területet említik meg. Az eredeti szövegrészben „est ibi commetanea terra castrensis nomin Cerna” alakban találjuk, ami azt jelenti, hogy van egy szomszédos Cerna nevű várföld. Eszerint Cernát ekkor termelőmunkát, valamint katonai és őrszolgálatot ellátó várnépek lakták, akik a várjobbágyok közül kerültek ki. Egykori várkastélyát 1408-ban említik először „Castrum Ceuerna” néven, mint a Biđ és Bosut között („ubi fluvii Bygh et Basa”) álló erősséget. 1408-ban új-adományul kapták a Garaiak, akik 1432-ben és 1507-ben is birtokolták. A Garaiak nagyra értékelték cernai várkastélyukat, gyakran megemlítették okleveleikben is. Még 1408 előtt Cerna a térség központjává vált, erős kézműiparral és kereskedelemmel. 1507-ben már „oppidum Czeerna” néven mezővárosként említik. A Garai család 1507-es kihalásakor Cernát királyi adományként új tulajdonosok, a Nagypói és a Zay családok kapták. Zay Ferenc ugyanebben az évben megvásárolta az ivánkaszentgyörgyi birtokot is, így e két nagy uradalom a közelgő török veszély előtt egy kézbe került.
A törökök a Bosut és a Duna közötti területet 1526-1536 között foglalták el. 1526-os első hadjáratuk során meghódították az egész Dunamenti területet Vinkovcéig, de a Bosut mentének egész jobb oldala, valamint a Vinkovcétól és Cernától nyugatra fekvő egész terület még keresztény kézben maradt. 1536-ig fokozatosan vették birtokba a Száva, a Duna és a Dráva alsó folyása közötti területeket. Valójában az egész térségben nem volt valódi ellenállás és a lakosság szinte veszteségek nélkül került a török uralom alá. A törökök alatt a régi katolikus népesség is megmaradt. Ezt mutatja az a tény is, hogy abban az időben megmaradtak a plébániák és a templomok, amelyek a 16. és 17. században határozatlan ideig működhettek. A térség lényegében 1691-ig török uralom alatt állt.
A karlócai békével 1699-ben Cerna hivatalosan is felszabadult a török uralom alól, és a Habsburg Birodalom részévé, egyúttal az Oszmán Birodalom határterületévé vált, ahonnan folyamatos betörések és fosztogatások fenyegették. A vagyonok védelme, valamint a béke és a rend fenntartása érdekében a Habsburg császári udvar 1701-ben rendeletet adott ki a Szávánál húzódó új határ védelméről és a Katonai határőrvidék megszervezéséről, illetve átszervezéséről. A határőrvidék létrehozása előtt 1702-ben Cernának 34 háza és háztartása volt, amelyekből 31 határőrt toboroztak. 1753-ban a település a Bródi határőrezred igazgatása alá került. Az itteni határőrök a Habsburg Birodalom minden csataterén harcoltak.
Az 1786-os összeírás szerint Cernán 120 ház állt, melyek paticsfallal épültek, közülük 47 szalmával, 4 náddal, 69 pedig fazsindellyel volt befedve. Két tiszti és egy altiszti lakás, plébániaház és iskola volt a faluban, valamennyi paticsfalú és fazsindellyel fedett. Ugyanezen a módon épült egy lóistálló, egy a gyakorlatok céljára szolgáló pajta és egy őrház. Az egyetlen szilárd anyagból épített épület a templom volt. Ez a település valójában két falut egyesített, az egyik 48 házból álló rész a Biđ folyó mentén feküdt, a Bosut másik oldalán pedig egy negyedórás gyalogútra a másik falurész, amelyben 57 ház volt található. A templom és a plébániaház egy meglehetősen nagy, régóta meglevő, a Biđ fölé emelkedő dombon állt. Ezt egy árok választotta el egy másik kiemelkedéstől. A dombok elhelyezkedése arra engedett következtetni, hogy a régi korban minden bizonnyal két erődítményt építettek rájuk a biztonság és a védelem érdekében.
Az első katonai felmérés térképén „Czerna” néven található. Lipszky János 1808-ban Budán kiadott repertóriumában „Czerna” néven szerepel. Nagy Lajos 1829-ben kiadott művében „Czerna” néven 279 házzal, 1392 katolikus és 50 ortodox vallású lakossal találjuk. 1873-ban megszüntették a katonai igazgatást és 1881-ben Cernát is a polgári Horvátországához csatolták.
A 20. század elején a vasút megérkezésével Cerna gyorsan fejlődött. A Vinkovce – Zsupanya vasút 1901-ben nyílt meg a forgalom számára, amelyet az intenzív bevándorlás követett. Az egyik első téglaépület, amely a faluban megépült a Bosut fölötti híd volt, így az áruk is könnyebben elhagyhatták Cernát. Ebben az időszakban Cernán két malom és egy fűrésztelep létesült. Ezek nagyobb számú munkavállalót foglalkoztattak, nem csak Cernából, hanem a környező falvakból is. A népesség növekedése megkövetelte a jobb életminőség igényét.
1857-ben 1481, 1910-ben 2097 lakosa volt. Szerém vármegye Vinkovcei járásához tartozott. Az 1910-es népszámlálás adatai szerint lakosságának 73%-a horvát, 11%-a magyar, 8%-a német és 2%-a szerb anyanyelvű volt. A település az első világháború után az új szerb-horvát-szlovén állam, majd később (1929-ben) Jugoszlávia része lett. 1941-1945 között a Független Horvát Államhoz tartozott, majd ismét Jugoszlávia fennhatósága alá került. 1991-ben lakosságának 93%-a horvát nemzetiségű volt. 1991-től a független Horvátország része. A horvátországi háború idején számos cernai önként csatlakozott a horvát hadsereghez, közülük 14-en elestek, 7-en pedig eltűntek. A horvátországi háború, de a bosznia-hercegovinai háború legsúlyosabb napjaiban is Cerna 1300 menekültet és lakóhelyüket elhagyni kényszerült személyt fogadott be. 1992. június 30-án a zsupanyai kórház és egészségügyi központ költözött az iskola épületébe. Az iskolaépületet betegek és csataterek sebesültjeinek számára alakították át. A településnek 2011-ben 3791, a községnek összesen 4595 lakosa volt.

## Népesség

### A község
Cernának a hozzá tartozó Siskóc faluval együtt:
- 1961-ben 4383
- 1971-ben 4581
- 1981-ben 4428
- 1991-ben 4742
- 2001-ben 4990 lakosa volt. Ezek között volt: 4943 horvát (99,06%), 15 magyar (0,3%), 5 albán, 3 szlovák, 2 bosnyák, 2 német, 1 szerb és 19 ismeretlen nemzetiségű személy.

## Gazdaság
A helyi gazdaság alapját régen a mezőgazdaság és az állattartás képezte. Mára Cerna lakosságának csak kis része foglalkozik mezőgazdasággal. Előtérbe került az iparosodás, a munkaerő napi mozgása a közeli ipari központok, Vinkovce és Zsupanya felé. Egyre többen dolgoznak a kereskedelem, a kézművesség, az egészségügy, az oktatás, a fuvarozás, a közlekedés, a kultúra, a sport és egyéb rekreációs tevékenységek területén.

## Nevezetességei
Szent Mihály arkangyal tiszteletére szentelt római katolikus plébániatemploma. A történészek a templom építését a 12. századra teszik. Első írásos említése az 1332 és 1335 között kelt pápai tizedjegyzékben történt, amikor Tamás nevű papját is megemlítik. Valamikor a 15. század elején gótikus stílusban építették át. Ez talán a Garaiak birtokba lépésével kapcsolatos. A török uralmat lényegében sértetlenül vészelte át, a hívek lelki szolgálatát ferences szerzetesek végezték. 1692-ben az épületet meg is újították, 1786-ban pedig bővítették és barokk stílusban építették át. 1927. október 26-án egy nagy vihar súlyosan megrongálta. A károkat 1928 nyarán állították helyre. 
Egyhajós épület sokszögű, hosszúkás apszissal, mely keskenyebb és alacsonyabb, mint a hajó. Az apszist kívül támpillérek erősítik, északi és déli falaihoz egy sekrestyét, illetve egy kápolnát építettek. A fő nyugati homlokzat mellett található a harangtorony, amelyet egy piramis alakú toronysisakkal fedtek be. A főhomlokzat egyszerű kialakítású, szögletes lizénákkal hangsúlyozva. A portál egy kissé kiemelkedő rizalitban helyezkedik el, felül félkör alakú ablakot építettek be, háromszög alakú timpanonnal hangsúlyozva. Az egyszerűen formázott oromzatot fogazott, vak árkádsor díszíti. A templom belseje teljesen barokk stílusú, a gótikus időszakból csak az apszis falai és támpillérei maradtak fenn. A berendezést a 18. és 19. században hozták létre, a klasszicizmus mellett a késő barokk stílus jellegzetességeivel. A főoltár fából, egy szarkofág típusú falazott oltárból, valamint egy retablóból áll, lekerekített oszlopokkal díszítve. Az oltárkép Mihály arkangyalt kitárt szárnyakkal ábrázolja katonai öltözékben. A két mellékoltár Szent József és a Boldogságos Szűz Mária Mennybemenetele tiszteletére van szentelve. Az Eltávolítás a keresztről együttese neostílusú mű, mely F. Stuflesser tiroli műhelyében készült 1904 körül. Két kő keresztelőmedence, egy 1938-ból származó orgona és egy kőből faragott Szent Florian-szobor egészíti ki a berendezést.

## Kultúra
- A KUD Tomislav Cerna kulturális és művészeti egyesületet 1975-ben alapították. A helyi népdalokat és táncokat bemutató folklórcsoport mellett tamburazenekara működik.
- A „Žubor Slavonske Riječi” író és költőegyesületet 2006. február 16-án alapították.

## Oktatás
Cernán ma a „Matija Antun Reljković” általános iskola működik, melynek Siskócon területi iskolája van. Cerna első iskolájáról 1764-ből származik az első feljegyzés, de lehet, hogy az iskola már 1764 előtt is létezett. Első ismert tanítója Martin Vraničić volt. Az iskola triviális volt, abban az időben ez volt a legalacsonyabb típusú iskola. Más triviális iskolákhoz hasonlóan olvasást, írást és számolást tanítottak német nyelven, a helyi szláv nyelvnek csak az otthoni használatát ajánlották.

## Sport
- NK Tomislav Cerna labdarúgóklub. 1925-ben alapították. A csapat a megyei 1. ligában szerepel.
- RK „Cerna” kézilabdaklub
- „Sokol” Cerna taekwondoklub
- TK „Buzga” teniszklub
- ŠRD „Šaran” Cerna – Šiškovci sporthorgászklub

## Egyesületek
Cerna önkéntes tűzoltó egyesületét 1893-ban alapították. Az egyesület évek hosszú ideig volt a helyi  társadalmi élet fő szervezője és helyszíne, mivel üzemeltetett egy olvasótermet és egy mozit, valamint gyakran szervezett rendezvényeket és mulatságokat. A tűzoltóság tagjai számos versenyen szereztek előkelő helyezéseket, kitüntetéseket.